# Slender Man
 (avril 2015).
Si vous disposez d'ouvrages ou d'articles de référence ou si vous connaissez des sites web de qualité traitant du thème abordé ici, merci de compléter l'article en donnant les références utiles à sa vérifiabilité et en les liant à la section « Notes et références ».
Œuvres principales
Slender Man (2018)
Slender Man ou Slenderman (de l'anglais « homme élancé », « homme mince » ou encore « homme svelte ») est un personnage de fiction issu d'un mème Internet, créé sur le forum Something Awful (en) par Victor Surge en 2009. 
Il est rapidement devenu à son tour un mème Internet et a été repris dans de nombreuses créations. D'ailleurs, il est aujourd'hui considéré comme une des histoires horrifiques d'Internet les plus populaires. Par exemple la BBC le décrit comme « le premier grand mythe du Web ». Le Slender Man est aussi connu pour ses jeux vidéo d'horreur et pour sa creepypasta, des légendes urbaines d'Internet. Il a également eu droit à une adaptation au cinéma, film sorti en août 2018 aux États-Unis et au Canada.

## Origine

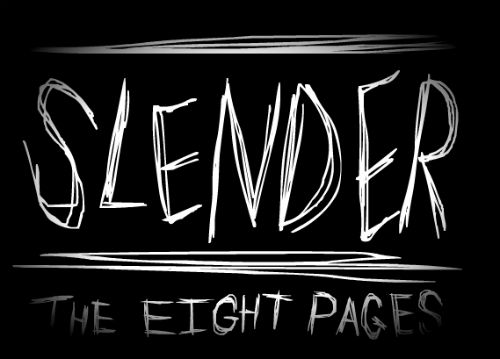
Logo du jeu Slender : The Eight Pages.

Le Slender Man (de l'anglais « homme mince ») est un Homme fantôme ou un personnage de fiction popularisé par un mème Internet, créé par Victor Surge (de son vrai nom Eric Knudsen) en 2009.  
Bien qu'il s'agisse de la création d'un utilisateur élevé au rang de mème Internet, le Slender Man possède sans doute une filiation avec un certain nombre de mythes préexistants. On peut rapprocher le Slender Man de mythes bien plus anciens.
Le folklore allemand du XVIe siècle serait une des inspirations les plus probables, en effet, les figures comme le Großmann ou le Der Ritter ne seraient que des noms différents donnés à la même créature.
La thématique de l'enlèvement d'enfants par une créature maléfique est présente dans un certain nombre de mythologies : on peut penser aux légendes des korrigans, remplaçant dans leurs berceaux des nouveau-nés humains par un de leurs enfants, ou à celles, culturellement diverses, concernant le croque-mitaine. Son apparence peut également être liée à des créatures mythologiques, comme les noppera-bō ou le wendigo[réf. nécessaire].
À l'origine, dans une discussion sur le forum Something Awful en 2009, un utilisateur proposa d'éditer des photos pour y intégrer des créatures surnaturelles. Quelques jours après l'apparition de ce fil de discussion, les contributions d'Eric Knudsen, inscrit sous le nom d'utilisateur Victor Surge, se fait remarquer : il propose plusieurs photos de groupes d'enfants, accompagnés d'une grande et fine silhouette fantomatique, portant un costume. Il y adjoint des descriptions, censées venir de témoins des enlèvements des enfants représentés, et donnant le nom du personnage qu'il venait de créer : le Slender Man.
Le Slender Man est rapidement devenu un mème Internet, avec le personnage repris dans de nombreuses différentes créations : fanart, textes de fiction, cosplay, vidéos, etc. Le Slender Man a été décrit comme « le premier grand mythe du web » par la BBC.
Le Slender Man est devenu l'une des creepypasta les plus connues au monde à la suite d'une tentative de meurtre en son nom.

## Description

### Apparence
Il est décrit comme une créature humanoïde très mince, avec des bras anormalement longs (parfois des tentacules, sortant des épaules ou du dos), un visage blanc sans trait ou relief pouvant ressembler à des yeux, un nez ou une bouche. Vêtu d'un costume noir et d'une cravate (souvent rouge), il mesure entre deux et quatre mètres[réf. nécessaire].

### Personnalité
Il est souvent considéré comme un personnage néfaste, qui traque et kidnappe les enfants.
Le Slender Man a montré une préférence pour regarder passivement les personnes à distance, probablement par curiosité, pour les effrayer ou par sadisme car dans les jeux dans lesquels Slender Man apparaît, lorsque le joueur le regarde, son écran commence à se brouiller, signe que la caméra que le joueur utilise pour évoluer commence à dysfonctionner. Cette capacité incite les victimes du Slender Man à paniquer. Il n'a à ce jour pas été démontré qu'il attaque activement ses victimes. On peut supposer qu'il les conduit plutôt à la folie et lui permet de les obliger de se suicider, faisant cette besogne à sa place[pas clair]. En réalité, le principal mode opératoire visible de l'homme mince et, en fait, son seul but apparent discernable, est d'observer les gens de manière inquiétante ou effrayante et de les conduire au bord de la démence et au-delà. D'autres objectifs ou ambitions qu'il peut avoir sont jusqu'à présent totalement indéchiffrables et ouverts à la spéculation et à l'interprétation[évasif].
Dans le jeu Slender: The Eight Pages, il a pour objectif de nous empêcher de trouver les huit pages.

### Pouvoirs et capacités
Selon la légende, Slender man pourrait se déplacer d'un côté à l'autre de la scène qu'il observe, en se téléportant, sans que personne ait vu comment il était passé si vite à différentes extrémités.
Il est noté qu'il a la capacité de réduire de manière significative la douleur chez certaines de ses victimes.
Il est implicite que Slender Man est capable de contrôler les appareils électroniques avec son esprit, et cette capacité, si elle existe, est probablement la raison pour laquelle ses apparences interfèrent avec les équipements vidéo et audio.
Slender Man peut posséder la capacité de déplacer des objets avec son esprit.
La présence de Slender Man a eu plusieurs effets, habituellement désagréables, sur les esprits de ceux à qui il se manifeste, en incluant : modifier le sens et la perception de leur environnement, influencer les personnalités, modifier ou supprimer la mémoire, rester inobservé même en vue directe des témoins, ce qui fait que les images et l'écriture demeurent inobservables pour les victimes, même après leur présentation directe et l'apparente connaissance préalable des actes et des pensées des témoins.
Certains[Qui ?] disent même que le Slenderman a la possibilité de changer les conditions météorologiques et le climat.

## Documentaire
Le 11 mars 2016 est diffusé un documentaire intitulé Qui a peur du Slenderman ? par HBO (diffusé sur Planète C&I en France), au SXSW Film Festival à Austin au Texas. Réalisé par Irene Taylor Brodsky, le documentaire parle de ses origines et de son influence sur les jeunes générations. Il tente de donner une explication à cette créature tout droit sortie d'internet. Le documentaire reçoit la note de 6,3/10 par l'IMDb.

## Jeux

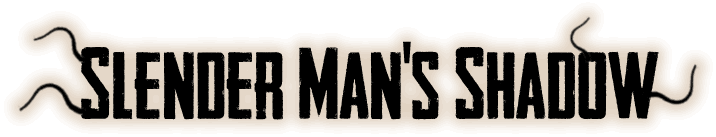
Logo du jeu Slender Man's Shadow.

Le Slender Man est devenu le protagoniste d'un jeu vidéo d'horreur, Slender: The Eight Pages, édité par Parsec Productions en 2012. Dans ce jeu, le Slender Man traque, la nuit dans une forêt, une jeune fille partie à la recherche de huit pages annotées et dessinées par celui-ci. Son succès a entraîné la création d'une suite intitulée Slender: The Arrival (2013) qui tente, cette fois-ci, de donner plus d'informations sur le mythe du Slender Man. Plusieurs autres jeux, dérivés du jeu original, présentant un scénario avec le même personnage central et se déroulant dans des endroits différents, ont par la suite été lancés. Entre autres, Slender: Sanatorium, Slender: Hospice, Slender: Elementary, Slender: Mansion, Slender: Claustrophobia, Slender: 7th Street, Slender: Space, Slender: Prison, Slender: Carnival, ainsi que Slender: Special Christmas. Un jeu intitulé Slenderman's Shadow regroupe tous les jeux précédemment cités. Une version nommée Slender Origins devrait également sortir sur Wii U, Xbox 360 et Xbox One, PS3, PS4 et PC (non approuvée).
À l'instar de Slender Man, l'Enderman, un personnage du jeu Minecraft, possède des bras disproportionnés et la faculté de se téléporter. De plus, une similitude évidente existe entre les deux noms, ce qui appuie la thèse selon laquelle Notch, le créateur du jeu et du personnage, se soit partiellement inspiré du personnage de Knudsen.[réf. nécessaire]

## Adaptations
Une web série s'inspirant de ce mythe, Marble Hornets, a été créée sur YouTube. Le premier épisode est diffusé le 20 juin 2009. Par ailleurs, la sortie d'un film est prévue pour 2018 ; un script est déjà écrit par David Birke et les maisons de productions Screen Gems, Mythology Entertainment, Madhouse Entertainment et It Is No Dream Entertainment soutiennent le projet. 
On notera aussi que certaines communautés artistiques en ligne (comme DeviantArt) tentent, le plus souvent en vidéo (par exemple sur YouTube) ou en photo, de vulgariser le Slender Man, en le rendant ridicule, drôle ou encore gentil (ou les trois).
Un film, Slender Man, est sorti le 10 août 2018 aux États-Unis, réalisé par le réalisateur français Sylvain White. Le film reçoit un accueil négatif,.

## Autres références
- Le personnage de Slender Man est cité plusieurs fois dans le roman policier Vindicta de Cédric Sire, car un des personnages lui ressemble.

## Tentative de meurtre au Wisconsin
Le 31 mai 2014, deux filles du Wisconsin, âgées de 12 ans, ont tenté d'assassiner une de leurs camarades de classe en la poignardant 19 fois après l'avoir entraînée dans les toilettes publiques d'un parc, prétextant une partie de cache-cache. Elles ont expliqué avoir agi ainsi après une demande de Slender Man, qui les aurait forcées à passer à l'acte, les menaçant de tuer leurs familles. Une des jeunes filles aurait aussi avoué désirer en devenir une disciple. Le crime est passible de 65 ans de prison devant le tribunal pour adulte du Wisconsin où le procès a lieu,. Le 1er février 2018 elles sont condamnées à 25 et 40 ans d'internement en hôpital psychiatrique.
Produit par HBO, le documentaire américain Beware the Slenderman porte un regard nuancé, mais éprouvant, sur ce mème qui a incité ces deux jeunes filles à poignarder leur camarade.